# الجامعة الأسقفية الكاثوليكية في ريو دي جانيرو
الجامعة الأسقفية الكاثوليكية في ريو دي جانيرو (بالإنجليزية: Pontifical Catholic University of Rio de Janeiro)‏ هي جامعة، وجامعة حبرية، تأسست في 1939، في البرازيل.